# Felix Draeseke
Felix August Bernhard Draeseke (født 7. oktober 1835 i Coburg, død 26. februar 1913 i Dresden) var en tysk komponist af den nytyske skole; han var også aktiv som musikpædagog og desuden forfatter til skrifter om musik.
Draeseke var elev på Leipzig-konservatoriet, levede derefter i Weimar, hvor han sluttede sig nær til Liszt og Hans von Bülow; denne sidste skaffede Draeseke, der 1864 var blevet lærer ved konservatoriet i Lausanne, en lignende stilling ved den kongelige musikskole i München, hvilken Draeseke dog atter opgav (1869) for at vende tilbage til konservatoriet i Lausanne, hvor han virkede indtil 1874. Efter et kortere ophold i Genève slog Draeseke sig ned i Dresden som musiklærer, og 1884 overtog han kompositionsfaget ved konservatoriet i nævnte by, hvilken stilling han beklædte, indtil døvhed tvang ham til at opgive den.
Draeseke levede størstedelen af sit liv meget tilbagetrukket; der blev ham vel adskillig ydre hyldest til del, således æresdoktorgraden fra Berlins Universitet, men som kunstner har han ikke kunnet vinde almindelig anerkendelse eller forståelse, så lidt som han er kommet i synderlig berøring med det store publikum.
Han sluttede sig oprindelig til den nytyske skole (Liszt, Wagner), men tog senere en mere klassisk retning, dog stadig bevarende megen selvstændighed. Hans værker omfatter 4 symfonier, kammermusik, koncerter for violin og klaver, to operaer og kirkemusik; mest kendt er Draesekes 3 symfoni Tragisk Symfoni opus 40, og hans strygekvartetter; betegnende er det, at hans store Mysterium Christus, et forspil og tre oratorier, forelå trykt i syv år, inden det opførtes i sin helhed (1912) for da at vække megen opmærksomhed og bifald. Draeseke har også skrevet musikteoretiske skrifter; i flere oplag udkom således en Harmonilære forfattet i spøgefulde vers,